# Macskabál
A Macskabál a Frakk, a macskák réme című rajzfilmsorozat második évadjának második része.

## Cselekmény
Irma néni rengeteg kocsonyát készít, amire Lukrécia szeretné meghívatni a barátnőit. De ehhez el kell távolítaniuk a háztól Frakkot, ezért elhatározzák, hogy macskabálba viszik őt, ami valójában csak egy agyafúrt csapda. Frakk szerencsére átlát a cselen, és megakadályozza, hogy a macskák rátegyék a praclijukat a kocsonyára.

## Alkotók
- Rendezte: Nagy Pál
- Írta: Bálint Ágnes
- Zenéjét szerezte: Pethő Zsolt
- Hangmérnök: Bársony Péter
- Vágó: Czipauer János
- Tervezte: Várnai György
- Háttér: Szálas Gabriella
- Asszisztens: Ifj. Nagy Pál
- Színes technika: Dobrányi Géza, Fülöp Géza
- Felvételvezető: Dreilinger Zsuzsa
- Gyártásvezető: Magyar Gergely Levente
- Produkciós vezető: Gyöpös Sándor, Kunz Román

Készítette a Magyar Televízió megbízásából a Pannónia Filmstúdió

## Szereplők
- Frakk: Szabó Gyula
- Lukrécia: Schubert Éva
- Szerénke: Váradi Hédi
- Károly bácsi: Rajz János
- Irma néni: Pártos Erzsi